# Yếu cơ
Yếu cơ hoặc nhược cơ là việc thiếu sức mạnh cơ bắp. Các nguyên nhân rất nhiều và có thể được chia thành các điều kiện có yếu cơ thực sự hoặc nhận thấy. Yếu cơ thực sự là một triệu chứng chính của một loạt các bệnh cơ xương, bao gồm loạn dưỡng cơ và viêm cơ. Nó xảy ra trong các rối loạn chức năng thần kinh cơ, chẳng hạn như nhược cơ. Yếu cơ cũng có thể được gây ra bởi mức độ kali thấp và các chất điện giải khác trong các tế bào cơ. Nó có thể là tạm thời hoặc lâu dài (từ giây hoặc phút đến tháng hoặc năm).

## Các loại mệt mỏi thần kinh cơ
Mệt mỏi thần kinh cơ có thể được phân loại là "trung tâm" hoặc "ngoại vi" tùy thuộc vào nguyên nhân của nó. Mệt mỏi cơ trung ương biểu hiện như một cảm giác thiếu hụt năng lượng tổng thể, trong khi mệt mỏi cơ ngoại biên biểu hiện như là một cơ địa, không có khả năng để làm việc.

### Mệt mỏi thần kinh cơ
Thần kinh kiểm soát sự co thắt của cơ bắp bằng cách xác định số lượng, trình tự và lực co cơ. Khi một dây thần kinh trải qua sự mệt mỏi khớp thần kinh, nó trở nên không thể kích thích cơ bắp mà nó bẩm sinh. Hầu hết các chuyển động đòi hỏi một lực thấp hơn nhiều so với những gì một cơ có khả năng tạo ra, và ngăn chặn bệnh lý, mệt mỏi thần kinh cơ hiếm khi là một vấn đề.
Đối với các cơn co thắt cực mạnh, gần với giới hạn trên của khả năng tạo ra lực của cơ bắp, sự mệt mỏi về thần kinh cơ có thể trở thành một yếu tố hạn chế ở những người không được huấn luyện. Trong các huấn luyện sức mạnh mới làm quen, khả năng tạo lực của cơ bị giới hạn mạnh nhất bởi khả năng thần kinh để duy trì tín hiệu tần số cao. Sau một thời gian kéo dài tối đa, tín hiệu thần kinh có thể giảm tần số và lực tạo ra bởi sự co lại giảm dần. Không có cảm giác đau đớn hay khó chịu, cơ bắp dường như chỉ đơn giản là ngừng lắng nghe và dần dần ngừng di chuyển, thường kéo dài. Vì không đủ căng thẳng trên các cơ và gân, nên thường sẽ không có sự đau nhức khởi phát cơ bắp sau khi tập luyện. Một phần của quá trình rèn luyện sức mạnh là tăng khả năng tạo ra các tín hiệu tần số cao, bền vững cho phép cơ bắp co lại với lực lớn nhất của chúng. Chính "sự rèn luyện thần kinh" này đã khiến cho sức mạnh tăng nhanh trong vài tuần, sẽ giảm dần khi dây thần kinh tạo ra các cơn co thắt tối đa và cơ bắp đạt đến giới hạn sinh lý. Quá thời điểm này, hiệu ứng tập luyện làm tăng sức mạnh cơ bắp thông qua chứng phì đại myofibrillar hoặc sarcoplasmic và mệt mỏi chuyển hóa trở thành yếu tố hạn chế lực co bóp.